# OZ Druck und Verlag

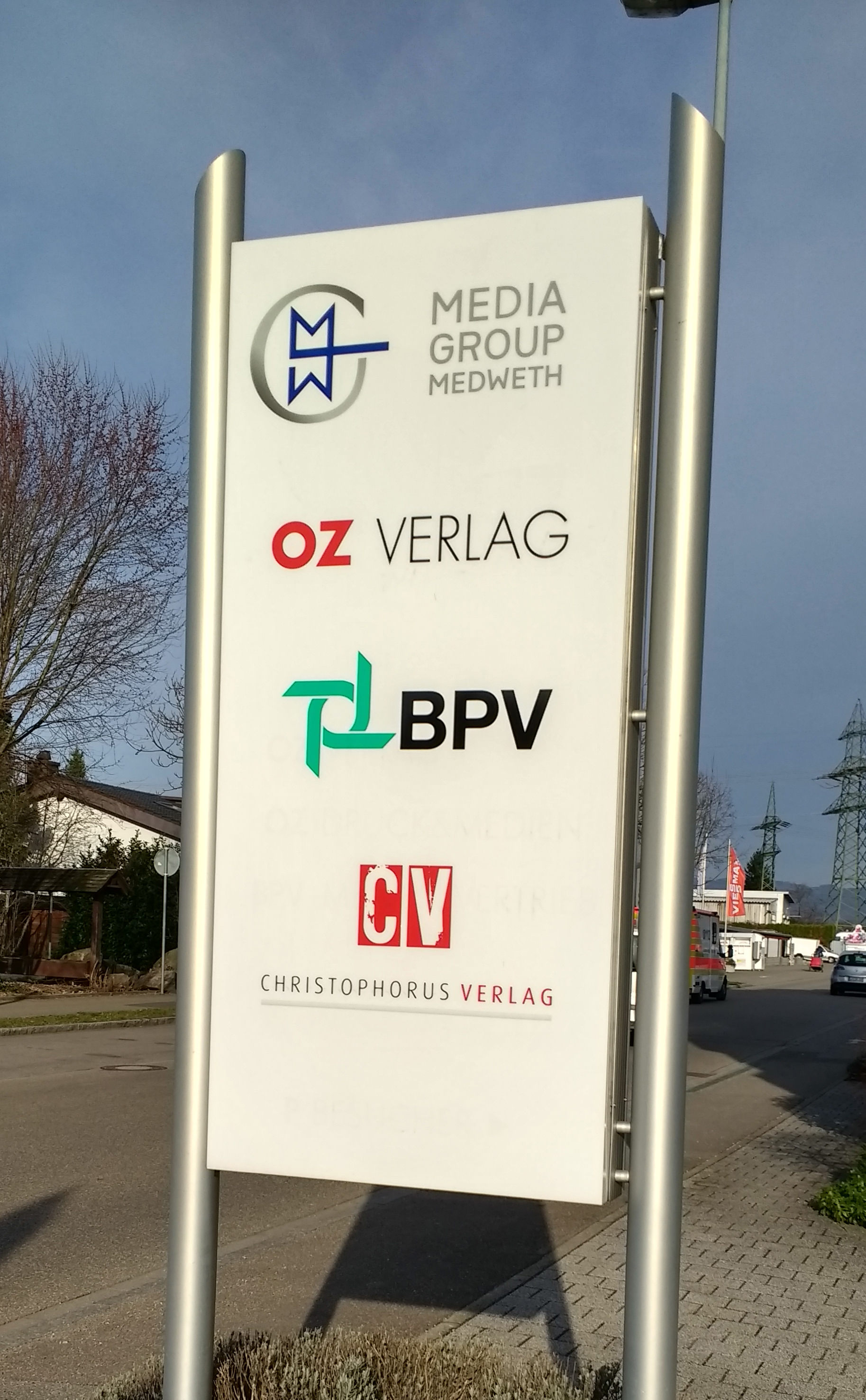
Firmenlogos der Unternehmensgruppe OZ am Hauptsitz in Rheinfelden (Baden)

OZ war eine deutsche Unternehmensgruppe mit den Geschäftsfeldern Akzidenzdruck (Werbebeilagen) sowie Verlag für Special-Interest-Zeitschriften und -Bücher. Der Unternehmenssitz war in Rheinfelden (Baden).

## Geschichte
Das Unternehmen wurde 1966 von Hanspeter Medweth (1931–2015) zusammen mit seiner Frau Erika gegründet. 1966 übernahm der studierte Textilingenieur die Leitung der ehemals in Rheinfelden erscheinenden Oberrheinischen Zeitung (OZ), die seinem Schwiegervater Erich Krauseneck gehörte. Diese veräußerte er 1968 an die Südkurier GmbH.
1968 gründete Medweth die Akzidenzdruckerei OZ Druck. 1976 kam als zweites Standbein ein Verlag hinzu, das Unternehmen wurde zur OZ Druck & Verlags GmbH zusammengefasst. Der Verlag brachte unter Federführung von Erika Medweth bereits damals vor allem verschiedene Bastel- und Handarbeits-Zeitschriften heraus. Ein Jahr später wurden der Offsetdruck eingeführt und das Unternehmensportfolio um eine Vertriebsgesellschaft für die produzierten Zeitschriften, die heutige BPV Medien Vertrieb GmbH & Co. KG, ergänzt. Das in der Rheinfelder Innenstadt angesiedelte Unternehmen zog 1986 in einen Neubau im Gewerbegebiet von Oberrheinfelden um.
1989 stellte das Unternehmen mit einer MAN Rotoman C auf Rollenoffset um und orientierte sich allmählich wieder von der Verlagsdruckerei auf Akzidenzdruckerei um. 1994 kam eine zweite Rollenoffsetanlage MAN Lithoman III hinzu, 1999 eine dritte.
1996 erfolgte die Auftrennung in zwei selbständige Schwesterunternehmen, die OZ Druck & Medien GmbH und die OZ Verlag GmbH. 1998 übernahmen die beiden Söhne des Unternehmensgründers, Christian und Michael Medweth, die Geschäftsführung. Christian Medweth leitet den Verlag, Michael Medweth die Druckerei. Als Teil des OZ-Verlages wurde im gleichen Jahr ein Buchverlag gegründet, die Druckerei führte die digitale Druckvorstufe ein.
2000 übernahm die Verlagssparte den Velber Verlag. 2001 rief man als Joint Venture mit der Verlagsgruppe Weltbild die Living & More GmbH, Offenburg, ins Leben. Im Jahr 2003 folgten die Gründung der TargetMedia AG (Schweiz) und der Family Media GmbH, Freiburg im Breisgau, ein Joint Venture mit dem Axel Springer Verlag (unter anderem mit den Titeln Familie&Co, Baby&Co, Spielen und Lernen).
2004 wurde ein neues Produktions- und Verwaltungsgebäude errichtet und die vierte Rollenoffsetanlage MAN Lithoman IV aufgestellt. 2005 folgte die Gründung der TargetMedia GmbH (Deutschland), 2007 die Gründung der TargetMedia Polska Sp.Z.o.o. Im selben Jahr eröffnete ein TargetMedia Verkaufsbüro in Nordrhein-Westfalen und man erwarb 74 Prozent an der ausgegliederten Rollenoffsetsparte der Kölnischen Verlagsdruckerei GmbH. Diese nennt sich seither OZ Druck Köln KVD GmbH & Co. KG und erwirtschaftete einen Umsatz von zuletzt rund 16 Millionen Euro. Über die Tochtergesellschaft targetmedia übernahm man im Herbst 2007 die WPS-RCM AG in Dietikon – den Schweizer Marktführer im Bereich Herstellung von Handelswerbung (Jahresumsatz umgerechnet 23 Millionen Euro).
Mit Wirkung Zum 1. Januar 2009 kaufte der OZ Verlag den Bastelverlag Christophorus vom Kreuz-Verlag der Verlagsgruppe Herder.
Im Juli 2009 übernahm der OZ Verlag von der zur Axel Springer AG gehörenden Axel Springer Mediahouse München die Frauen- und Jugendmagazine Popcorn, Jolie und Mädchen, die unter dem Namen Vision Media GmbH firmierten, sowie den 50 %-Anteil von Springer am bisherigen Gemeinschaftsunternehmen Family Media.
Mitte 2018 musste die Firma OZ Druck Insolvenz anmelden.

## Unternehmensdaten
Der Geschäftsbereich „Media Services“ produziert Werbemittel für den stationären Handel. Schwerpunkte dabei sind Lebensmittel-, Möbel-, Elektronik- und Baumarktketten. Ca. 30 % werden an ausländische Kunden (insbesondere aus der Schweiz) geliefert. Die Verlagssparte ist heute im deutschsprachigen Raum führend im Markt der Bastel- und Kreativzeitschriften, weltweit führend im Bereich der klassischen Handarbeiten.
Größtes Einzelunternehmen der Gruppe ist die OZ Druck & Medien GmbH. Insgesamt erzielte die Gruppe im Jahre 2006 einen Umsatz von etwa 135 Millionen Euro. Fast die Hälfte davon, 63 Millionen Euro, werden von der OZ Druck & Medien und „targetmedia“ erwirtschaftet. In der Gesamtgruppe sind etwa 360 Arbeitnehmer beschäftigt, davon ebenfalls knapp die Hälfte bei der OZ Druck & Medien und targetmedia. Täglich werden im Schnitt 170 Tonnen Papier bedruckt.

## Standorte

### Publishing Services (Verlag)
Neben dem Stammhaus der OZ-Verlags-GmbH in Rheinfelden waren weitere Standorte in Freiburg im Breisgau und Esslingen am Neckar.

### Gemeinschaftsunternehmen
Ein Gemeinschaftsunternehmen (Joint Venture) mit der Bayard Mediengruppe Deutschland befanden sich in Offenburg (Living & More Verlag GmbH).

### Druckerei
Die Druckerei befand sich in Rheinfelden (OZ Druck Rheinfelden GmbH).

## Auszeichnungen
Unternehmensgründer Hanspeter Medweth wurde im März 2007 mit der Wirtschaftsmedaille des Landes Baden-Württemberg ausgezeichnet. Michael Medweth wurde im Oktober 2007 bei den Druck & Medien Awards 2007, dem von der Fachzeitschrift „Druck & Medien“ vergebenen Branchenpreis der deutschen Druckindustrie, als Druckereimanager des Jahres ausgezeichnet, darüber hinaus erhielt targetmedia die Auszeichnung „innovativstes Unternehmen“.